# Netrium digitus
Netrium digitus là một loài Song tinh tảo trong họ Mesotaeniaceae, thuộc chi Netrium.